# 4Q120

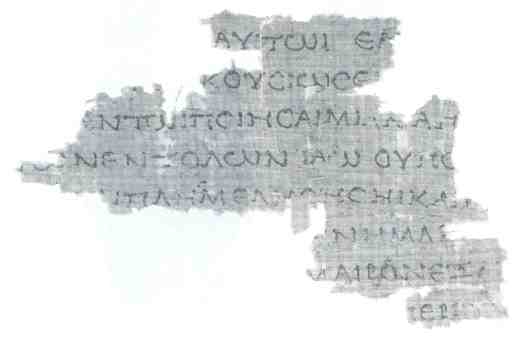
4Q120, fragment 20, med delar av verserna 26–28 i Tredje Moseboken, kapitel 4.

Manuskriptet 4Q120 (även pap4QLXXLevb; VH 46; Rahlfs 802; LDAB 3452) är ett Septuagint-manuskript (LXX) från Tredje Moseboken, vilket påträffades i Qumran. Rahlfs-numret är 802. Paleografiskt dateras handskriften till det första århundradet f.Kr.

## ΙΑΩ

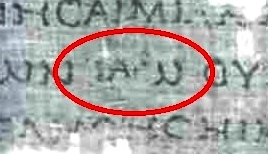
Fragment med det gudomliga namnet Ἰαω.

Bortsett från smärre varianter fokuserar texten på användningen av Ἰαω för att översätta tetragrammaton i Tredje Moseboken 3:12 (fr 6) och 4:27 (fr 20).
Den grekiska texten enligt Anthony R. Meyer:
Lev 4:27 
[αφεθησεται ]αυτωι εαν[ δε ψυχη μια] 

[αμαρτ]η[ι α]κουσιως εκ[ του λαου της] 

[γης ]εν τωι ποιησαι μιαν απ[ο πασων] 

των εντολων ιαω ου πο[ιηθησε] 
Lev 3:12–13
[τωι ιαω] 12 εαν δ[ε απο των αιγων] 

[το δωρ]ον αυτο[υ και προσαξει εν] 

[αντι ι]αω 13 και ε[πιθησει τας χει] 

## Nuvarande position
4Q120 bevaras i Rockefellermuseet i Jerusalem.